# Universidade de Illinois em Urbana-Champaign

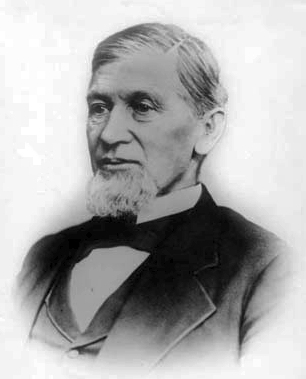
John Milton Gregory, o primeiro presidente da universidade

A Universidade de Illinois em Urbana-Champaign (U of I, Illinois, University of Illinois, ou UIUC) é uma universidade pública de pesquisa na área metropolitana de Champaign-Urbana, Illinois, Estados Unidos. É a principal instituição do sistema da Universidade de Illinois e foi criada em 1867. Com mais de 53 000 alunos, a Universidade de Illinois é uma das maiores universidades públicas por matrícula nos Estados Unidos.
A universidade contém 16 escolas e faculdades e oferece mais de 150 programas de graduação e mais de 100 programas de pós-graduação de estudo. A universidade possui 651 edifícios em 6 370 acres (2.578 ha) e seu orçamento operacional anual em 2016 foi de mais de US $ 2 bilhões.  A Universidade de Illinois Urbana-Champaign também opera um Parque de Pesquisa que abriga centros de inovação para mais de 90 empresas iniciantes e corporações multinacionais.
A Universidade de Illinois Urbana-Champaign é membro da Associação de Universidades Americanas e está classificada entre "R1: Universidades de Doutorado – Atividade de pesquisa muito alta". No ano fiscal de 2019, os gastos com pesquisa em Illinois totalizaram US$ 652 milhões. O sistema de bibliotecas do campus possui a quarta maior biblioteca universitária dos Estados Unidos em acervos.  A universidade também hospeda o National Center for Supercomputing Applications e é o lar do supercomputador mais rápido em um campus universitário.

Os atletas de Illinois conquistaram 29 medalhas em eventos olímpicos. Os ex-alunos, membros do corpo docente ou pesquisadores da universidade incluem 30 ganhadores do Prêmio Nobel, 27 ganhadores do Prêmio Pulitzer, dois medalhistas Fields e dois vencedores do Prêmio Turing.